# Île des Sables
Pour les articles homonymes, voir Île de Sable.
L'île des Sables est une île située sur le Rhône, dans le département du Gard en région Languedoc-Roussillon, appartenant administrativement à Fourques.

## Description
Elle forme avec l'île des Canards une péninsule de 2,3 km de longueur sur environ 500 m de largeur, nommée aussi presqu'île des Sables ou Pointe de Trinquetaille, pointe nord de la Camargue.